# Ярощук Валерій Петрович
Вале́рій Петро́вич Ярощу́к — майстер-сержант Збройних сил України, учасник російсько-української війни, що відзначився у ході російського вторгнення в Україну у 2022 році.
Валерій Ярощук із 2016 року захищав Україну, неодноразово залучався до виконання завдань у зоні проведення АТО—ООС на території Луганської та Донецької областей. Загинув 24 лютого 2022 року під час ракетного удару по об'єднаному командному пункту Операції Об'єднаних Сил у м. Часів Яр Донецької області.

## Нагороди
- орден «За мужність» III ступеня (2022) — за особисту мужність і самовіддані дії, виявлені у захисті державного суверенітету та територіальної цілісності України, вірність військовій присязі
- медаль «За бездоганну службу»
- медаль «За участь в антитерористичній операції»